# Корда Михайло Михайлович
Михайло Михайлович Корда (нар. 13 лютого 1965, с. Верин Миколаївського району Львівської області, Україна) — український вчений у галузі медичної біохімії, доктор медичних наук (1998), професор (2002), член-кореспондент НАМН України, заслужений діяч науки і техніки України (2017), ректор Тернопільського національного медичного університету ім. І. Я. Горбачевського (від січня 2015).

## Життєпис
Михайло Корда народився 13 лютого 1965 року в с. Верин Миколаївського району на Львівщині.
У 1982 році вступив до Тернопільського державного медичного інституту на спеціальність «Лікувальна справа». Закінчивши навчання у 1988 році, отримав диплом з відзнакою і кваліфікацію лікаря-лікувальника.

### Робота
Від грудня 1988 року наукова, педагогічна й організаторська діяльність Михайла Корди пов'язана з Тернопільським національним медичним університетом. На кафедрі медичної біохімії він пройшов шлях від аспіранта до професора і завідувача кафедри, яку очолив у 2002 році. У 2003—2004 роках працював науковим співробітником, у 2004—2007 — запрошеним професором кафедри хімії і біохімії Університету штату Огайо (США). У 2007—2014 роках Михайло Корда знову очолював кафедру медичної біохімії та клініко-лабораторної діагностики Тернопільського медичного університету й одночасно працював деканом факультету іноземних студентів. 
У січні 2015 року Михайло Корда обраний ректором Тернопільського державного (нині — національного) медичного університету імені І. Я. Горбачевського.

### Сім'я
Дружина Інна Володимирівна — кандидат медичних наук, доцент кафедри акушерства і гінекології № 2 факультету іноземних студентів. Син Михайло — студент ТНМУ.

## Наукова діяльність
У 1991 році М. М. Корда захистив кандидатську дисертацію на тему «Антиоксидний статус організму при гострому токсичному ураженні печінки і його корекція ентеросорбцією і антиоксидантами» за спеціальністю 14.00.16 — патологічна фізіологія.
У 1998 році захистив докторську дисертацію на тему «Порушення окислювальних процесів і захисних систем організму за гострого хімічного ураження печінки та шляхи їх корекції» за спеціальністю 14.03.04 — патологічна фізіологія.
Сфера наукових інтересів: біохімія вільних радикалів; гепатотоксикологія; роль оксиду азоту в патології серцево-судинної системи; механізми ендотеліальної дисфункції при ожирінні, гіпертонії та атеросклерозі, COVID-19, нанотоксикологія, застосування наноматеріалів у медицині і фармації, епідеміологія, патогенез, лікування бореліозу.
Автор та співавтор більше 520 наукових публікацій, 4 підручників, 16 навчально-методичних посібників, 15 монографій, 40 патентів, підготував 2 докторів і 13 кандидатів наук, під його керівництвом виконуються ще 10 дисертацій.
Неодноразово брав участь у міжнародних конференціях як запрошений доповідач, зокрема, в США, Японії, Кореї, Німеччині, Польщі. За його ініціативою проводяться всеукраїнські науково-практичні конференції, присвячені сучасним проблемам медичної біохімії.
Голова спеціалізованої вченої ради Д 58.601.01, член спеціалізованої вченої ради К 58.601.04.

## Редакційна та громадська робота
Михайло Михайлович Корда веде активну громадську роботу, зокрема він є:
- членом президії Українського біохімічного товариства[15];
- головою Тернопільського регіонального відділення Українського біохімічного товариства[15];
- членом секції з медицини Комітету з Державних премій України в галузі науки і техніки;
- головним редактором журналу «Медична та клінічна хімія» (Україна)[16];
- головним редактором журналу «International Journal of Medicine and Medical Research» (Україна)[17];
- членом редакційної ради журналу «Social, Health, and Communication Studies Journal» (Канада)[18];
- членом редакційної ради журналу «Health Problems of Civilization» (Польща)[19];
- членом редакційної ради журналу «Merkuriusz Lekarski» (Польща)[20];
- членом правління Євразійського альянсу з глобального здоров'я[21];
- членом Українсько-німецького академічного товариства.

## Нагороди
- Орден «За заслуги» ІІІ ступеня[22].
- Почесна грамота та пам'ятний знак Кабінету Міністрів України (2009)[23].
- Заслужений діяч науки і техніки України (21 січня 2017)[24].
- Грамоти і подяки Міністерства охорони здоров'я України, Тернопільської обласної державної адміністрації, Тернопільської обласної та міської рад.
- Відзнака Міністерства оборони України "Знак пошани"[25].
- Подяка Міністерства внутрішніх справ України[26].
- Знак пошани Національної академії медичних наук України (2017)[27][28].
- Почесний знак Федерації професійних спілок України (2017)[29].
- Орден Святого Рівноапостольного князя Володимира Великого III-го ступеня (2017)[30].
- Орден святого архістратига Михаїла II ступеня[31].
- Відзнака Святого великомученика і цілителя Пантелеймона[32].
- Відзнака Тернопільсько-Зборівської архиєпархії та митрополії УГКЦ на честь Патріарха Йосифа Сліпого «Великого бажайте» (2024)[33].
- Золота відзнака «За заслуги перед Вищою школою імені Папи Іоанна Павла II» (2016, Польща)[34][35].
- Почесний професор Самаркандського державного медичного інституту (2017).
- Почесний професор Вищої школи імені Папи Іоанна Павла II в Білій Підлясці (2018)[36].
- Нагрудний знак «Орден І ступеня» фонду імені Короля Данила (2018)[37].
- «Медаль за працю та звитягу в медицині» (2018)[38].
- Премія імені Володимира Лучаківського (2021)[39][40].